# Żanbaj
Żanbaj (kaz. Жанбай аралы; ros. Джамбайский остров, Dżambajskij ostrow) – kazachska wyspa w północnej części Morza Kaspijskiego. Wyspa administracyjnie należy do obwodu atyrauskiego.